# Premio Nacional de Circo de Cataluña
El Premio Nacional de Circo formó parte de los Premios Nacionales de Cultura de Cataluña y fue concedido anualmente por la Generalidad de Cataluña, reconociendo la trayectoria profesional de cada galardonado en su categoría y con una dotación de 18.000 euros.
El premio era designado por un jurado encabezado por el Consejero de Cultura y era otorgado en una ceremonia realizada entre los meses de septiembre y octubre presidida por el presidente de la Generalidad, conjuntamente con el resto de Premios Nacionales de Cultura. A principios de abril de 2013 se hizo público que el Gobierno de la Generalidad de Cataluña reducía los Premios Nacionales de Cultura de 16 a 10 galardonados, aboliendo las categorías y creando un solo galardón de Premio Nacional de Cultura, con la intención de "cortar el crecimiento ilimitado de categorías".

## Ganadores
Desde el 2005 el premio Nacional de Circo se ha otorgado a:
- 2005 - Circ Cric (Tortell Poltrona y Montserrat Trías).[2][3]
- 2006 - Asociación Bidó de Nou Barris por Rodó, una producción del Circo de Invierno.[2][4][5]
- 2007 - Elisabet Miralta y Jordi Aspa, por la Feria de Circo Trapezi.[2][6][7]
- 2008 - Paulina Andreu.[2][8]
- 2009 - Asociación de Profesionales de Circo de Cataluña (APCC).[2][9]
- 2010 - Compañía Baró d'evel Cirk, por el espectáculo Le sort du dedans.[2][10]
- 2011 - Los Excéntricos.[2][11][12]
- 2012 - Feria de Circo a la calle de la Bisbal d'Empordà.[2][13]
- 2013 - No se entregó premio a la categoría de circo.[14]
- 2014 - Pepa Plana.[2][15]
- 2015 - No se entregó premio a la categoría de circo.[14]
- 2016 - Los Galindos.[2][16][17]
- 2017 - No se entregó premio a la categoría de circo.[14]
- 2018 - No se entregó premio a la categoría de circo.[14]
- 2019 - No se entregó premio a la categoría de circo.[14]
- 2020 - No se entregó premio a la categoría de circo.[14]
- 2021 - No se entregó premio a la categoría de circo.[18]
- 2022 - No se entregó premio a la categoría de circo.[19]
- 2023 - Alba Sarraute.[20][21]